# Politique familiale française
La notion de politique familiale française recouvre les politiques publiques successives, comprenant des mesures et budgets prises par les pouvoirs publics pour favoriser la famille et/ou la natalité.
Elle se compose tout à la fois de prestations, de mesures fiscales et d'actions sociales, menées principalement par les caisses d'allocations familiales mais aussi par les collectivités territoriales (Régions, départements et communes).
Les objectifs affichés des politiques familiales qui se sont succédé en France ont varié, incluant souvent un objectif nataliste visant le renouvellement des générations et le financement des retraites, un objectif de compensation des « charges de famille », une solidarité par réduction des inégalités de revenus entre personnes chargées de famille et sans enfants, par la lutte contre les inégalités et la pauvreté des familles, mais aussi la conciliation entre la vie familiale et la vie professionnelle ou la prise en charge du jeune adulte (y compris handicapé le cas échéant).
La politique familiale semble en France après guerre « revendiquée par des associations dont les plus puissantes représentent les familles nombreuses (quatre enfants et plus) voire très nombreuses (cinq enfants au moins) : puissance par les effectifs concernés, à l’heure où il existe encore une très forte diversité dans les pratiques de fécondité (Vincent, 1946), et puissance sociale car une partie de ces mouvements recrutent leurs adhérents parmi les lignées industrielles liées à la bourgeoisie catholique (de Luca Barrusse, 2008) »
Pour Jacques Bichot, la politique familiale est la conséquence de la prise en charge collective des échanges entre générations : ce ne sont plus les enfants des retraités qui paient directement la retraite de leurs parents : c'est la collectivité tout entière via le système de retraites par répartition. En effet, « Ce ne sont pas les cotisations vieillesse qui préparent les pensions des actifs actuels ; c’est la mise au monde des enfants, leur entretien et leur formation ».
Par exemple, entre les frais d’instruction (environ 100 milliards/an), l’assurance maladie des enfants et l’assurance maternité (18 milliards), les dépenses d’entretien (195 milliards) et le temps domestique (90 milliards), l’investissement dans la jeunesse – donc dans la préparation des retraites - coûte environ 410 milliards par an. La collectivité n’en assume que 40 % et laisse 60 % à la charge du budget privé des familles (160 milliards en frais d’entretien, déduction faite des prestations familiales, 90 milliards en temps domestique évalué au SMIC).
Dès lors que le travail des enfants, devenus adultes, est « nationalisé » pour payer les retraites de tous, la justification d’une politique de soutien aux familles est éclatante.

## Histoire de la politique familiale en France

### Après la Révolution industrielle
L'État prend peu à peu en charge l'organisation de certains échanges entre générations.

#### Les sociétés préindustrielles n’avaient pas besoin de politiques de la famille et de la retraite.
Dans les familles d’Ancien Régime, un échange entre générations se déroulait dans un cadre familial. Les adultes, une fois établis, mettaient au monde des enfants, puis pourvoyaient quelque temps - moins longtemps qu’aujourd’hui - à leur entretien et à leur éducation, sans rien en recevoir simultanément. Ensuite, les enfants participaient à la production de l’entreprise familiale, et en recevaient leur part. Enfin, venait le temps de la transmission du patrimoine : Un fils, en général, le recevait, devenant indissociablement maître de maison et chef d’entreprise, charge à lui de pourvoir à l’entretien de ses vieux parents (ou de celui des deux qui vivait encore). Il avait d’ailleurs aussi la responsabilité d’accueillir ses frères et sœurs non établis, en même temps que le droit de les faire participer aux travaux domestiques et agricoles ou artisanaux.
Quand on analyse économiquement ces faits, on utilise la notion de « capital du pauvre ». Les économistes entendent par là que la famille traditionnelle investit dans la jeunesse et tire ultérieurement des revenus (généralement en nature) de cet investissement. On voit que dans ce schéma, aucune intervention de l’État n’est requise. Chaque famille tire profit de l’investissement qu’elle réalise elle-même.
Bien entendu, pour avoir une forte probabilité de n’être pas sans ressources dans sa vieillesse, mieux valait avoir mis au monde un assez grand nombre d’enfants. Cela contribue à expliquer la fécondité élevée de ces sociétés traditionnelles et de beaucoup de sociétés du Tiers Monde aujourd’hui.

#### L’échange entre générations est au cœur de la question sociale auXIXesiècle.
Qu’advint-il de cet échange intergénérationnel familial quand la révolution industrielle eut rendu caduque l’autonomie économique, pour ne pas dire l’autarcie, de la famille traditionnelle ?
Comme unité de production, la famille fut supplantée par l’entreprise. Elle cessa de produire pour elle-même la plus grande part de ce dont elle avait besoin ; elle s’approvisionna de plus en plus sur les marchés ; ses membres partirent à l’extérieur, dans les entreprises et les administrations, gagner l’argent qui ouvre l’accès aux biens et services produits par d’autres. Dès lors, le cadre familial de l’échange intergénérationnel commença à devenir trop étroit. Des problèmes se posèrent au niveau de la « rentabilisation » de l’investissement dans la jeunesse réalisé par les parents. Les enfants partaient éventuellement au loin. La contrainte sociale qui leur faisait obligation de s’occuper de leurs parents âgés se relâcha.
Dans ces conditions, pour un nombre croissant de couples, investir dans la jeunesse devient une démarche économiquement peu rentable. « Faites des épargnes, pas des enfants », fut la nouvelle maxime raisonnable au niveau individuel. La natalité française régressa rapidement et fortement.
La « question sociale », qui fut si importante au XIXe siècle, résulte pour une large part de l’insuffisante organisation des échanges entre générations au sein des classes salariales :
- Les enfants étaient envoyés très tôt à l’usine, parce qu’on reproduisait, faute de mieux, le modèle paysan dans lequel l’enfant se rend utile sitôt que possible (mais le travail dans les mines ou les filatures était sans commune mesure avec la garde d’un troupeau !). Il s’agissait de rentabiliser rapidement l’investissement relativement minime réalisé dans l’enfant, faute de pouvoir en supporter plus longtemps la charge. La scolarisation, moment fort de l’investissement, était hors d’atteinte pour la plupart.
- Les personnes âgées dont les forces déclinaient, et qui devenaient plus sujettes à la maladie, ne trouvaient plus de travail à l’usine, et leurs enfants, à supposer qu’ils soient restés en relation avec elles, n’avaient pas les moyens de les entretenir dignement. La nouvelle civilisation industrielle urbaine n’offrait pas les mêmes facilités en la matière que l’ancienne vie rurale à dominante agricole. À un investissement initial faible répondait un retour sur investissement également faible, notoirement insuffisant pour sortir de la misère un grand nombre de personnes âgées.
En fait, personne ne fut capable de traiter rapidement ces problèmes de manière satisfaisante.

#### Première moitié duXXesiècle: Interventionnisme étatique, moindre misère sociale.
Les mineurs et les ouvriers réclament des retraites et des conditions de vie et de travail plus dignes, suscitant de longues discussions parlementaires ; On réclama aussi la gratuité de l’enseignement, via une prise en charge par l'État d’une partie de l’investissement dans la jeunesse (et non par le seul paternalisme industriel minier dans le cas des mines). Les progrès acquis dès le XIXe siècle augmentent au XXe siècle.
Après l'énorme saignée de 1914-1918, où les femmes ont commencé à travailler (en usine, dans les commerces, etc) on discute beaucoup de l'opportunité de laisser les femmes travailler ou non (interrogations qui réémergeront tout au long du siècle, notamment vis à vi des liens entre travail et fécondité féminine,), tout en réclamant des prestations familiales. Mais on s’attaqua à ces problèmes en ordre dispersé, sans voir, si ce n’est confusément, qu’ils faisaient partie d’une question unique : comment remplacer l’ancienne forme de l’échange intergénérationnel, essentiellement familial, par une nouvelle, à l’échelle de beaucoup plus grandes sociétés ?

Après guerre, les associations familiales trouvent appui de l'État, dont l'UNAF
Les pouvoirs publics apportèrent des réponses à ces revendications via une politique familiale conçue comme un nouvel "intermédiaire" entre les générations. L’investissement dans la jeunesse a été pour partie pris en charge par la collectivité au travers de l’enseignement public, de l’assurance maladie gratuite des enfants et des prestations familiales. Cette prise en charge représente une dépense annuelle d’environ 410 milliards d'Euros (2005) par an. La collectivité n’en assume que 40 % et laisse 60 % à la charge du budget privé des familles[réf. nécessaire]

Parallèlement à cette socialisation d’une partie des coûts d’éducation des enfants, s’est effectuée la création des régimes de retraite par répartition, ce qui a impliqué un remplacement des anciennes obligations alimentaires directes des enfants envers leurs parents, par une sorte d’obligation alimentaire collective de l’ensemble des adultes envers la génération de leurs parents. Cette socialisation a été presque totale puisque les personnes âgées tirent 80 % de leur revenu du système de retraite[réf. nécessaire] et que la participation de leurs propres enfants est devenue négligeable (actuellement, les apports financiers au sein des familles sont plus importants en sens inverse, les retraités aidant leurs enfants et petits enfants, notamment lorsqu’ils sont au chômage).
L'État est dorénavant chargé de l’échange entre les générations. Il doit veiller à son bon déroulement c’est-à-dire à l’équité des échanges et à la pérennité du système. Tel est l’objet de la politique familiale et de son corollaire : la politique des retraites

### Seconde moitié duXXesiècle
En 1948, la branche « famille » représentait 50,2 % des dépenses de Sécurité Sociale. Elle n’est plus qu’à 13,8 % en 2007 (12,1 % si on retire l’Allocation adulte handicapé (AAH) qui n'est qu'en partie une prestation familiale et le paiement des majorations familiales des pensions de retraite qui relèvent de l’assurance vieillesse).
La branche qui représentait 3,5 % du PIB en 1950 ne compte plus que pour 2,3 % en 2006. Le montant des prestations familiales par enfant rapporté au PIB/personne était de 20,1 % en 1950 pour tomber à 10,6 % en 1996.
Le niveau de vie relatif des familles diminue : En 1954, les familles de 2 enfants bénéficiaient de l’équivalent de 464 €/mois de prestations, hors allocations de logement. Elles ne percevaient plus de 113 € en 2006. Pour une famille de 3 enfants, les prestations équivalaient à 781 € par mois. Elles sont tombées à 403 € pour les familles modestes et 257 € pour les familles aisées (sources : Dominique MARCILHACY)[réf. incomplète]
Cette évolution à la baisse peut s'expliquer par la croissance des autres dépenses sociales (santé, vieillesse, chômage), venues concurrencer la politique familiale ou interférer avec elle. En outre, le « baby boom » après avoir dopé la démographique française a été suivi d'un après baby-boom rapprochant les courbes démographiques de celles des années 1870-1910, en même temps que le "péril allemand" s'atténuait, et que les crises pétrolières, sociales ou écologiques remettaient en cause le modèle de croissance rapide des Trente Glorieuses.

## Politique familiale actuelle en France
Dans l'entre-deux-guerres, inquiet par la démographie allemande et le risque d'un nouveau conflit, le gouvernement français encourage la natalité, notamment au moyen d'une propagande faite à l'école par les instituteurs et par les professeurs de collèges ou lycées, ainsi que dans les casernes.

L'effort de l'État en faveur de la famille peut se manifester par un grand nombre de mesures financières (prestations, dérogations, baisse d'impôts, tarifs préférentiels pour les déplacements, etc) ou par des mesures et investissement pour l'école (école maternelle notamment, PME/PMI, aides au domicile, etc.) facilitant la garde des enfants et le travail des mères, ainsi que par des stratégies de communications.
Dans un contexte de stagnation du pouvoir d'achat en France, la part de la richesse nationale consacrée à la politique familiale est en relative croissance ces dernières années. Alors qu'il représentait 3,8 % du PIB en 2001, le budget est passé à 3,7 % en 2007 à 4 % en 2009 et 2010. En 2009, au sein de l'OCDE, la France est ainsi le quatrième pays par la proportion du PIB consacrée à la politique familiale.

### Comparaison avec d'autres États
(sources : EUROSTAT )
Après la Seconde Guerre mondiale, la France a eu la politique familiale la plus « généreuse » d'Europe pour occuper la 8e place en Europe en 2007 avec 2,68 % de son produit intérieur brut consacré aux dépenses sociales en faveur des familles.
- Les pays les plus actifs sont le Danemark avec 3,88 % ; Le Luxembourg avec 3,7 % ; l’Allemagne 3,29 % ; la Suède 3,14 % ; la Finlande 3,1 % ; l'Islande 3,02 % et la Norvège 2,89 %
- Les pays d’Europe du Sud sont à la traîne de la politique familiale : entre 1,1 % et 1,5 % du PIB pour l’Espagne, l’Italie et le Portugal, et la Grèce). Avec l'élargissement de la communauté, il faut y ajouter des pays comme la Pologne : 0,86 %, la Bulgarie: 1,09 % ou l'Estonie : 1,53 %.

Le PIB Français étant de 1 625 milliards d’euros en 2007, on peut évaluer les dépenses de prestations sociales en faveur de des enfants et de la famille à 43,55 G€.

## Forme de la politique familiale française
Les dépenses en direction des familles sont de trois natures : prestations financières, avantages en nature, réductions fiscales.

### Mesures fiscales

#### Avantages fiscaux
(sources : Voies et moyens de la loi de Finances pour 2008)
Déductions pour frais de garde des jeunes enfants=0,8 Md€2008 + 
Veuf ayant des enfants à charge	=0,065 Md€2008 + ½ part supplémentaire pour parent seul ayant eu des enfants =2,03 Md€2008 + Déduction pour frais de scolarité dans le secondaire=0,235 Md€2008 + Déduction pour frais de scolarité dans le supérieur=0,175 Md€2008 + Part des déductions pour emplois familiaux bénéficiant aux contribuables ayant des enfants à charge (sources CERC 2008)=1 Md€2008 + Exonération de l’IR des rétributions familiales des retraites=0,57 Md€2008 + Exonération de l’IR des prestations familiales=0,03 Md€2008 + xonération de l’IR des allocations de logement=1,7 Md€2008
TOTAL=6,6 G€2008
Nota : Eurostat, ni les nomenclatures de la loi de finances française, ni aucune statistique OFCE ne comptabilisent le quotient familial parmi les « avantages » dont bénéficient les familles, car le principe de fonctionnement du quotient est « à niveau de vie égal, taux d’imposition égal ».

#### Quotient familial de l'impôt sur le revenu
Le quotient familial est la façon française d'adapter le montant de l'impôt sur le revenu aux capacités contributives d'un ménage. Le quotient familial n'est donc pas une « aide à la famille »
Appliquer un « quotient familial » revient à diviser le revenu d'un ménage par le nombre de personnes qui le composent, leur part relative étant différente selon qu'il s'agit d'adultes, d'enfants ou de personnes présentant des caractéristiques particulières (handicapés par exemple)

##### Le fonctionnement du quotient familial
Le quotient familial de l'impôt sur le revenu a été instauré en France en 1945. Il fut voté à l'unanimité des deux chambres. Son initiative revient à Adolphe Landry. 

Son principe est le suivant : « à niveau de vie égal, taux d'imposition égal ».
Concrètement, on divise ensuite le revenu imposable par le nombre de parts, on calcule l'impôt à verser, puis on multiplie par le nombre de parts.
En pratique, chaque ménage dispose d'un certain nombre de parts : 1 par adulte et 1/2 par enfant. Toutefois, certains enfants ouvrent droit à une part entière (les enfants à partir du 3e et les enfants handicapés) Ainsi, un couple marié sans enfant a 2 parts, s'il a un enfant, il a 2,5 parts ; etc.
L'impôt est calculé sur chaque part. La somme ainsi obtenue est, ensuite, multipliée par le nombre de parts du foyer afin d'aboutir au montant final que le ménage aura à payer.
Le système du quotient est nécessaire parce que l’impôt sur le revenu est progressif (et non proportionnel aux revenus) : ainsi, par exemple, un célibataire gagnant 24 000 € verse au fisc une proportion de son revenu plus élevée qu’un célibataire gagnant 12 000 euros et à fortiori qu’un célibataire gagnant 8 000 euros. Trois célibataires gagnant 8 000 euros chacun payeront donc à eux trois 3 000 euros (soit chacun 1 000 euros), somme inférieure à ce que verse un célibataire gagnant 24 000 euros (qui paye, lui, 5 000 euros d’impôt).
Comme l'écrivait Alfred SAUVY, « la progressivité du taux se justifie parce que le superflu peut, par définition même, être réduit dans une proportion plus forte que le nécessaire… Un célibataire qui gagne 150 000 F par an a un niveau de vie supérieur à un père de 4 enfants ayant le même revenu. Les imposer également serait frapper également la partie de plaisir du premier et la viande, voir le pain du second. »

##### Les débats autour du quotient familial

###### Sur la légitimité du quotient familial
Dans les années 1970, le calcul a été fait par Bercy de ce que rapporterait l'impôt sans quotient familial (i.e. si on ne tenait pas compte de la présence d'enfants) et a baptisé la différence « avantage familial » ou « aide à la famille », voire de « prestation fiscale ». Cette différence étant, par hypothèse, croissante avec le revenu, Bercy a soutenu que « l'aide en faveur des familles croissait avec leur revenu ». Cette interprétation a été rejetée par les autorités européennes et particulièrement l'OCDE[réf. nécessaire] en considérant que le quotient familial faisait partie intégrante du mode de calcul de l'impôt et ne pouvait en être séparé.

En effet, avec le quotient familial, le taux d'imposition moyen est le même pour deux familles de même niveau de vie, quelle que soit leur taille. Il ne fournit en soi aucune aide ni avantage aux familles ; il garantit seulement que le poids de l'impôt est équitablement réparti entre des familles de taille différente, mais de niveau de vie équivalent, selon un principe d'équité horizontale familiale.

###### Sur le fonctionnement du quotient familial
Le législateur a souvent été tenté de « forcer » le nombre de parts ou de l'abaisser sans que cela soit justifié par une différence de niveau de vie.
Ainsi, jusqu'en 1953, les couples redescendaient de 2 à 1,5 part s'ils n'avaient toujours pas d'enfant au bout de trois ans de mariage. On peut considérer qu'une part supplémentaire est excessif, le 3e enfant ne coûtant pas davantage que le second. La réalité est qu'à partir de trois enfants, l'on franchit un seuil avec un agrandissement du logement, de la voiture, etc. ce qui justifie cette part entière. À l'inverse, il est inéquitable que les enfants à charge de plus de 15 ans ne fassent pas bénéficier leurs parents d'une part entière car il est avéré qu'ils coûtent presque aussi cher qu'un adulte, voire plus cher lorsqu'ils sont étudiants.

### Mesures sociales

#### Gratifications familiales des pensions de retraite
Les gratifications familiales versées par les régimes de retraite aux pensionnés qui ont élevé une famille nombreuse sont parfois considérées comme des « dépenses en faveur de la famille » (évaluées à 10 milliards d'euros[réf. nécessaire], mais ce calcul néglige qu’en système de répartition, la préparation des retraites repose exclusivement sur la mise au monde et l’éducation des enfants en tant que futurs cotisants, financée à 60 % par le budget privé des familles et à 40 % seulement par des dépenses collectives (éducation nationale, prestations familiales, etc.)[réf. nécessaire]. Les gratifications familiales des retraites sont donc de nature contributive.
De plus, les personnes élevant beaucoup d'enfants (futurs cotisants) auront une retraite inférieure en moyenne de 30 % à celle qu’obtiendront les personnes n’élevant que peu ou pas d’enfants[réf. nécessaire]. Il paraît donc difficile de compter les rétributions que leur versent les régimes de retraite parmi les « aides en faveur de la famille ».
Aussi, comme dans Eurostat, ces aides ne seront pas comptabilisées ici.

#### Prestations familiales

##### Prestations directement familiales
Créées en 1932 et généralisées en 1939/45, Les prestations familiales sont des sommes versées mensuellement aux familles ayant à charge des enfants de moins de 20 ans (21 ans sous certaines conditions, voire 25 ans pour le RMI ou le RSA).
Leur masse financière est de 37 milliards d'euros (2008). Les caisses d'allocations familiales qui en versent la plus grande partie sont également chargées du paiement du RSA (et auparavant du RMI), de l'allocation pour adultes handicapés et de l'allocation logement non familiale. Ces prestations ne sont pas comptées dans les 37 milliards susvisés.

###### Problématique de la condition de ressource
Les prestations familiales étaient, initialement, dépourvues de conditions de ressources. Les premières apparaissent en 1949 à la création des allocations de logement. Elles prennent de l'ampleur à partir de 1971 avec la "nouvelle société" de Jacques Chaban-Delmas : l'idée avancée est de donner davantage à ceux qui en ont le plus besoin". Depuis cette époque, 44 % des prestations familiales sont versées sous conditions de ressources. Les tenants du versement sans condition de ressource, autrement dit de l’ "universalité", font valoir que cette universalité est l'un des principes fondateurs de la sécurité sociale et qu'elle est plus efficace (quand les prestations universelles de type 'allocations familiales" sont associées à des prestations ciblées) pour lutter contre la pauvreté.

###### Prestations familiales versées sans condition de ressources.
Il s'agit principalement des allocations familiales qui ne sont versées qu'à partir du second enfant et majorées pour les enfants de plus de 14 ans. Leur montant (réévalué chaque année au 1er janvier selon l'inflation) est de 119 euros pour deux enfants, 271 euros pour trois enfants et 152 euros par enfant supplémentaire (chiffres 2007).
Les enfants orphelins ou dont l'un au moins des parents ne verse pas de pension alimentaire ouvrent doit à l'allocation de soutien familial d'un montant mensuel de 83 euros mensuel (absence d'un seul parent) ou de 111 euros (absence des deux parents) (chiffres 2007).
L'allocation d'éducation de l'enfant handicapé est également versée sans conditions de ressources. Son montant varie selon le degré du handicap et va de 119 € à 1 000 € par mois.
Il en va de même de l'allocation journalière de présence parentale, mais cette AJPP peut, sous certaines conditions, être assortie d'un complément soumis à condition de ressources.

###### Prestations pour tous mais à montant indexé sur le revenu familial.
Ce sont surtout les prestations liées à la garde des jeunes enfants, le complément de libre choix d'activité et le complément de libre choix du mode de garde, parties de la PAJE. Pour leur montant détaillé, voir le site de la caisse d'allocations familiales .

###### Autres prestations, désormais versées sous conditions de ressources.
Il s'agit de : l'allocation de base de la PAJE, la prime à la naissance, le complément familial (155 € par mois), les allocations logement (leur calcul, excessivement complexe, ne peut être détaillé ici) et l'allocation de rentrée scolaire ( 784 € en septembre 2007).

##### Allocations logement
(sources : Stats CNAF 2006, commission des comptes de la Sécurité Sociale – définition d’Eurostat)
La CNAF verse 3,7 Mds€ d’allocations de logement familiale et contribue à hauteur de 3,6 Mds€ à la prise en charge des APL pour les allocataires ayant une charge de famille, soit un total de 7,3 Mds€ 2007.
Toutefois, toutes les personnes en situation régulière sur le territoire sont eligibles à des allocations logement, qu’elles aient ou non des enfants à charge. Il est donc logique de ne compter au titre des aides à la famille que la part d’allocation liée à la présence d’enfants. D’après nos calculs réalisé à partir de chiffres de la CNAF, l’effort de l’État est, dès lors, ramené à 1,8Mds€ en 2006.

##### Prestations indirectement familiales

###### Prestations de lutte contre l’exclusion dirigées vers les familles
(au sens d’Eurostat. Cf définition en annexe - sources : Stats CNAF 2006)
Les caisses d’allocations familiales versent 6 milliards d’euros au titre du RMI et un milliard au titre de l’API (remplacée depuis 2009 par le RSA (Revenu de solidarité active). Toute personne vivant sans ressources en situation régulière sur le territoire national ouvre droit au RMI. Parmi les allocataires, certains ont des enfants, ce qui leur donne accès à des prestations plus élevées.
Le présent calcul rend compte du supplément versé au titre de ces enfants soit en RMI proprement dit, soit en supplément d’allocation de logement, soit en prestations familiales cumulables avec le RMI. Le même calcul a été fait s’agissant de l'API en retranchant du montant de cette prestation ce dont aurait bénéficié l’allocataire, au titre du RMI cette fois, si elle n’avait pas d’enfant à charge ou si elle n’en attendait pas un.
Le supplément versé aux RMIstes ayant charge d’enfants et de 2,2 milliards d’euros 2006
Le supplément versé aux bénéficiaires d’API par rapport à leur droit, comme femme sans enfant, au titre du RMI est de 0,5 Md€ 2006. Par conséquent, le montant total des sommes versées au titres des enfants à charge de personnes en situation d'exclusion s'élève à 2,7 G€ 2006.